# Eero Snellman
Eero Juhani Snellman, född 8 juni 1890 i Helsingfors, död där 7 november 1951, var en finländsk målare. Han var gift med konstnären Greta-Lisa Jäderholm-Snellman och far till Maria Christina Snellman.
Snellman studerade från 1910 måleri utomlands vid flera tillfällen, bland annat i Paris, München och Italien. I Paris tillägnade han sig en av senimpressionismen inspirerad stil.
Han var känd framförallt som porträttmålare; han avbildade bland andra skådespelarna Adolf Lindfors och Ruth Snellman samt republikens stormän: presidenterna Relander, Ståhlberg, Paasikivi och Mannerheim. Tillsammans med hustrun arbetade han för att åstadkomma ateljéer för finländare i den internationella konstnärsstaden Paris, vilket förverkligades 1963.